# Belper Knolle

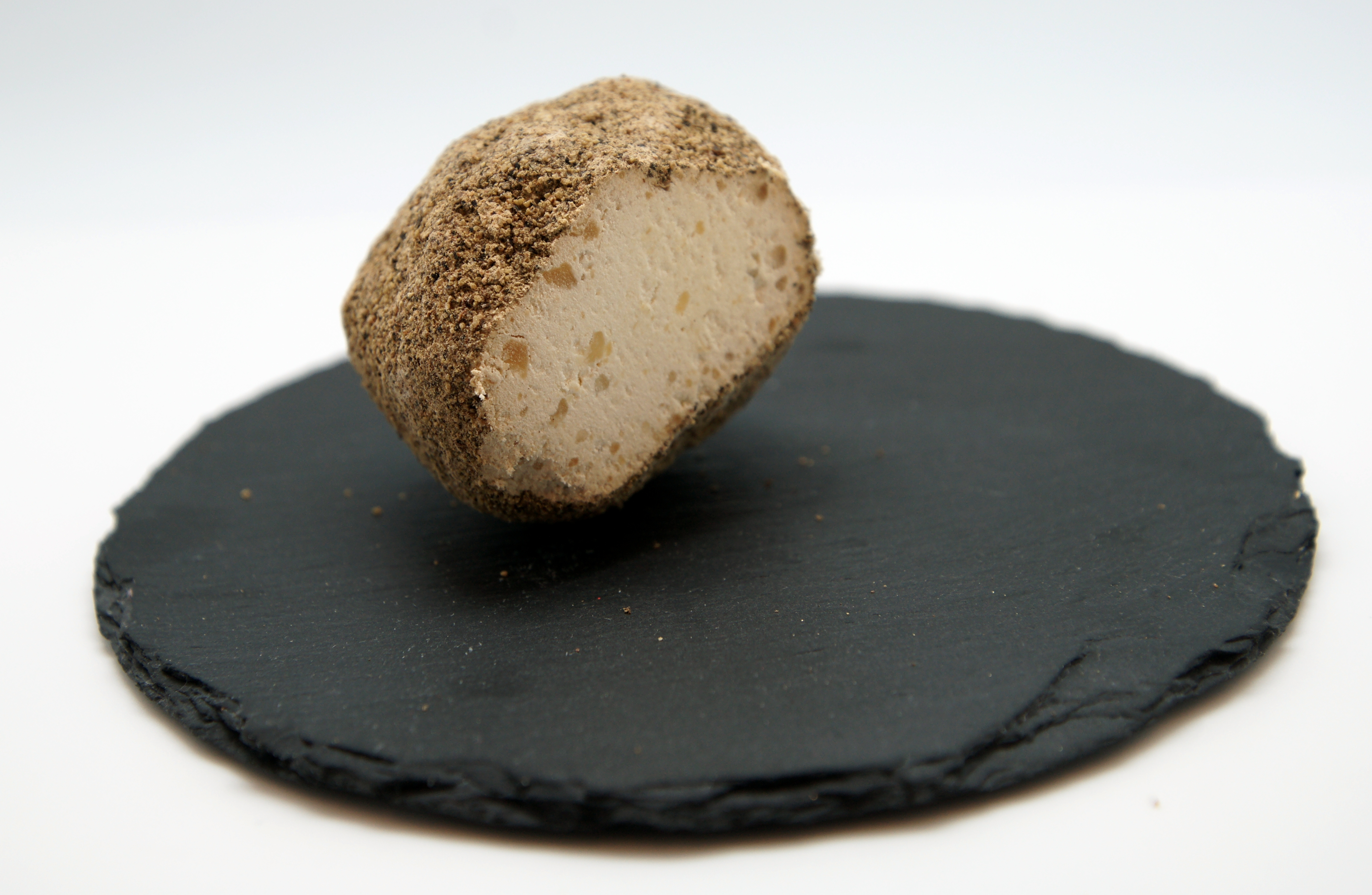
Angeschnittene Belper Knolle

Die Belper Knolle (französisch Boule de Belp) ist eine Rohmilchkäsesorte aus Belp, südlich von Bern im Berner Mittelland, Schweiz. Als Frischkäse wird die Belper Knolle mit dem Zusatz «rot» bzw. mit rotem Verschlussband und als Hartkäse mit dem Zusatz «gold» mit goldenem Band vermarktet. Die Hartkäsevariante wird gerieben als würzende Zutat verwendet. Sie ist cremig-schmelzend von feinem, leicht säuerlichem Geschmack mit nur dezentem Knoblauch- oder Kräuteraroma. Der Name spielt auf das Aussehen der Knollen an, das sowohl an Kartoffeln als auch an Trüffel erinnert.

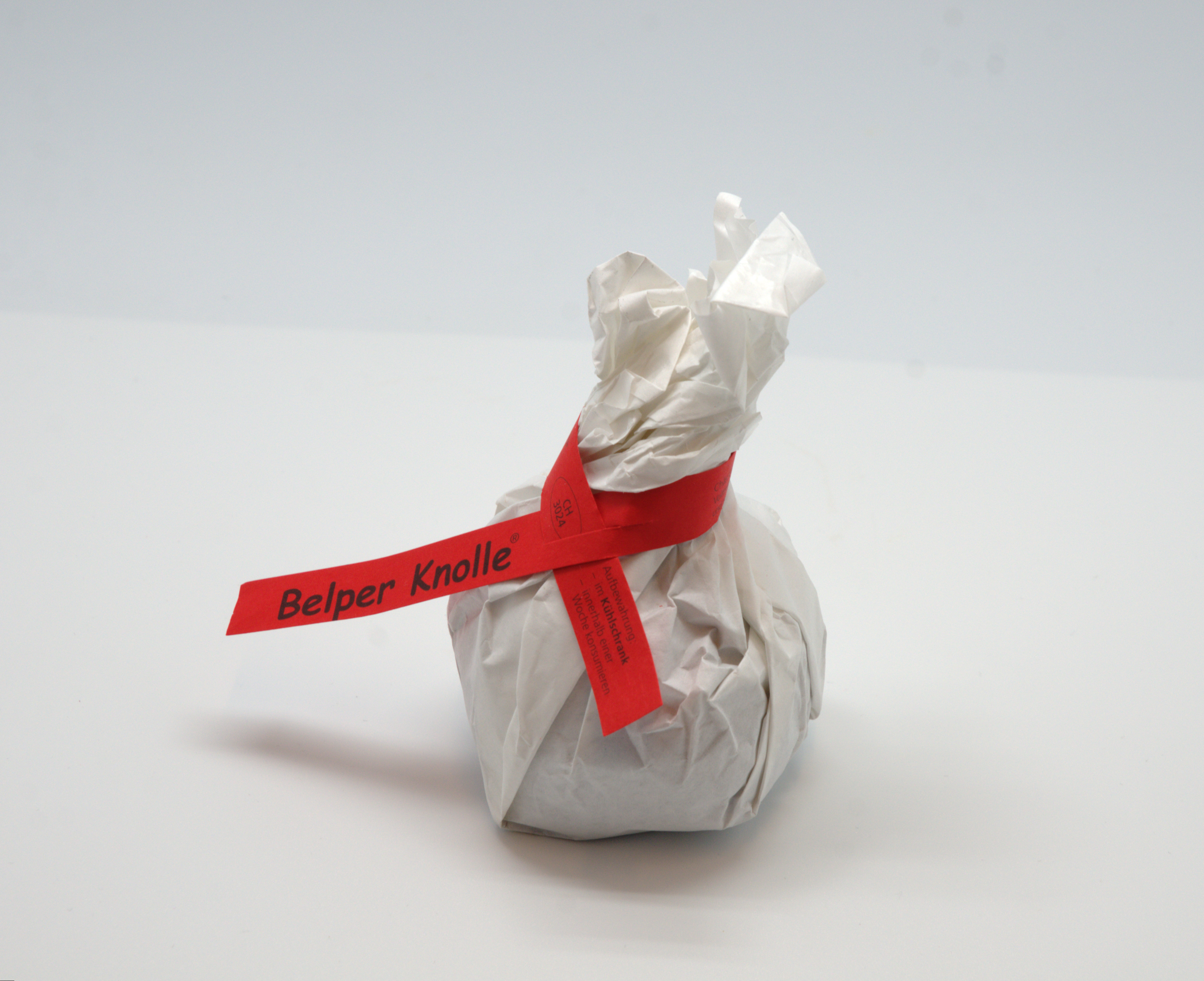
Belper Knolle, Frischkäse, verpackt im Stoffsäckchen mit rotem Band

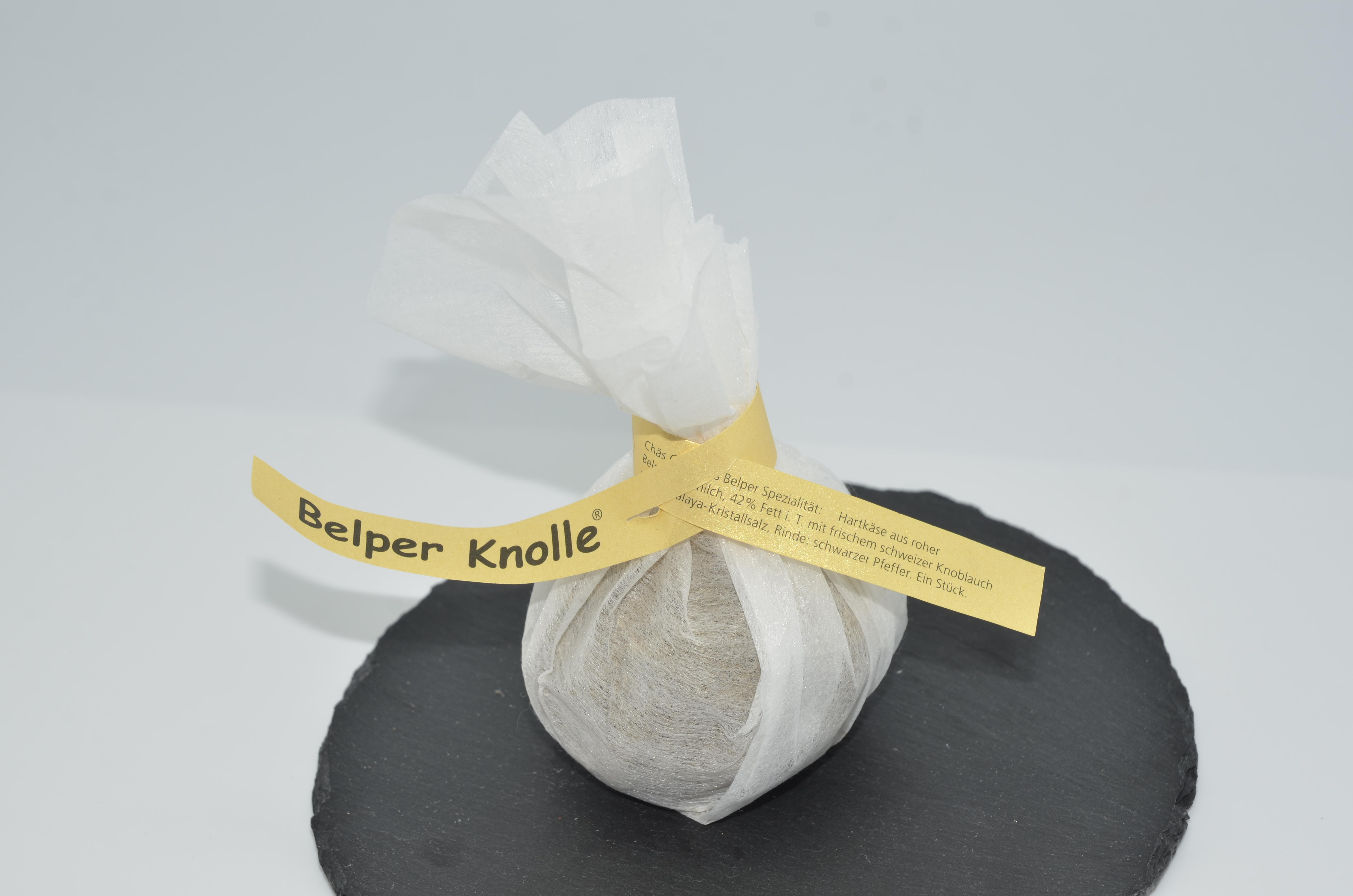
Belper Knolle gold, Hartkäse, im Stoffsäckchen mit goldenem Band

## Geschichte
Der Käsemeister Peter Glauser von der familiengeführten Käserei Chäs Glauser aus Belp entwickelte 1989 einen Frischkäse aus Rohmilch von der Kuh. Die Käsemasse wird mit mildem süßem Schweizer Knoblauch versetzt, zu Kugeln geformt und mit schwarzem gemahlenem Pfeffer umhüllt. Viele Jahre später gelang es Glauser, den Käse so zu lagern, dass dieser sehr hart wird, ohne auseinanderzufallen, wobei er durch Austrocknen fast die Hälfte seines Volumens verliert, und fein gehobelt einen sehr guten Geschmack entwickelte. Wie ein Trüffel oder Parmesan konnte dieser Hartkäse als Gewürz verwendet werden. Inzwischen übersteigt die Nachfrage nach der Hartkäsevariante die nach dem Frischkäse. Nach verschiedenen von der Familie bzw. der Vertriebsfirma Jumi verbreiteten Legenden soll die Entwicklung zufällig gewesen sein, indem ein Frischkäse im Reiferaum vergessen und dort hart wurde. Wahrscheinlicher ist aber die absichtliche Entwicklung, wie sie Mike Glauser im Interview der Zeitung «Der Bund» beschreibt: «Bei den ersten Versuchen sind uns Hunderte Käse gespalten, es fehlte an der nötigen Konstanz der Betriebsbedingungen. Schliesslich haben wir aber einen Weg gefunden, einen gereiften Frischkäse herzustellen, der hart wird.»

## Herstellung
Die Belper Knolle wird mit unpasteurisierter Milch (Rohmilch) aus der Region in der familieneigenen Käserei in Belp hergestellt. Direkt nach dem Melken wird die Milch mit tierischem Lab und Joghurt versetzt und danach binnen 24 Stunden dickgelegt. Nach dem Schneiden werden Himalayasalz und frischer Knoblauch beigemischt, durchgeknetet und Kugeln geformt. Nach der Reifung zur harten Knolle, die 13–15 Wochen dauert, hat sie etwa 42 % Fett i. T. Die Belper Knolle gold ist mehrere Monate haltbar.

## Verwendung
Bereits nach dem Einrollen des Pfeffers kann die Belper Knolle als Frischkäse gegessen werden. Nach mehreren Monaten Lagerung und Trocknung schrumpft der Käse und wird dann als Reibkäse als Zugabe zu unterschiedlichen Gerichten, wie Nudeln, Eierspeisen, Salat, Carpaccio oder Steak verwendet.

Belper Knollen
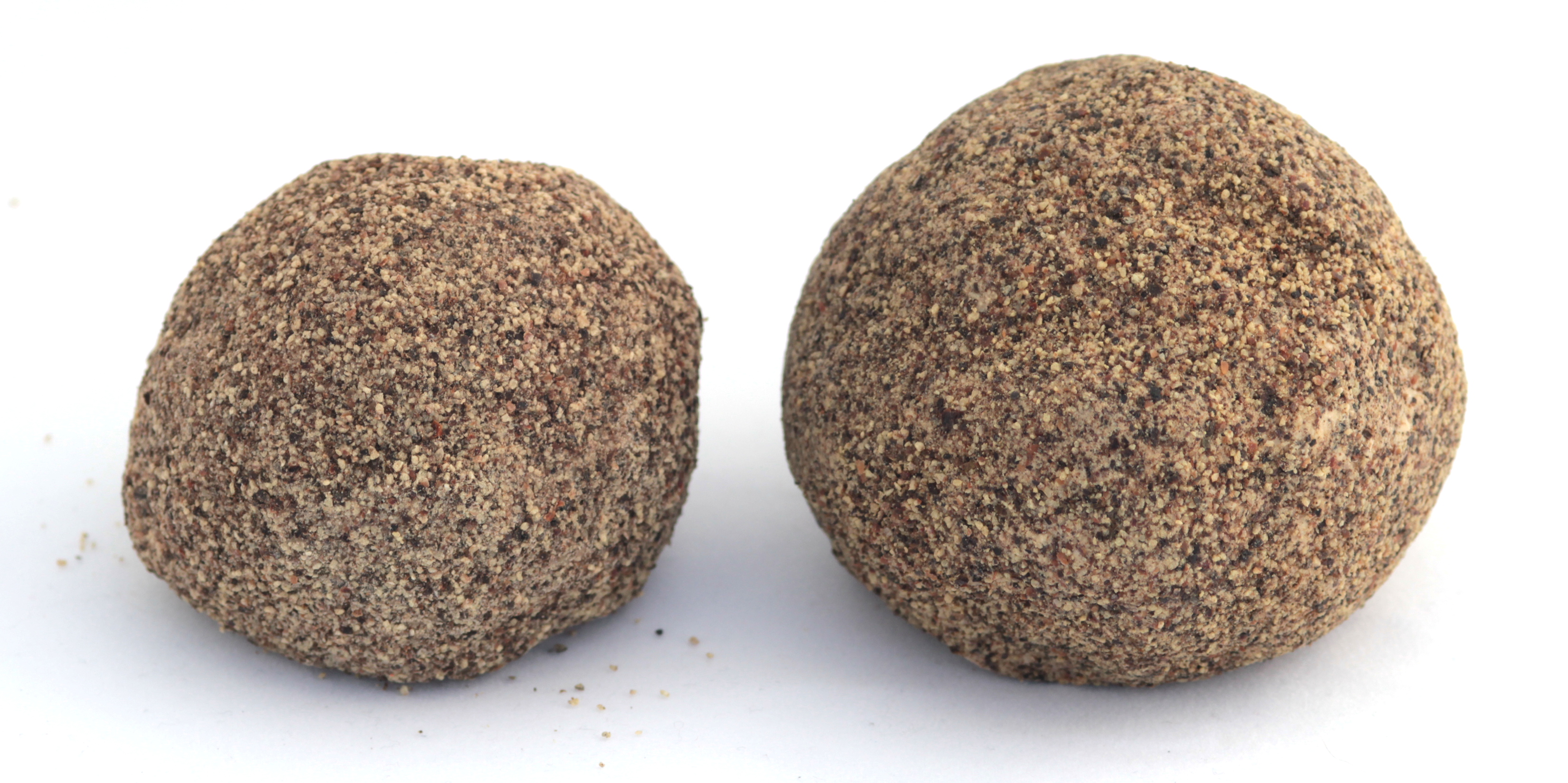
Zwei Belper Knollen, links als Hartkäse zum Reiben, rechts als Frischkäse
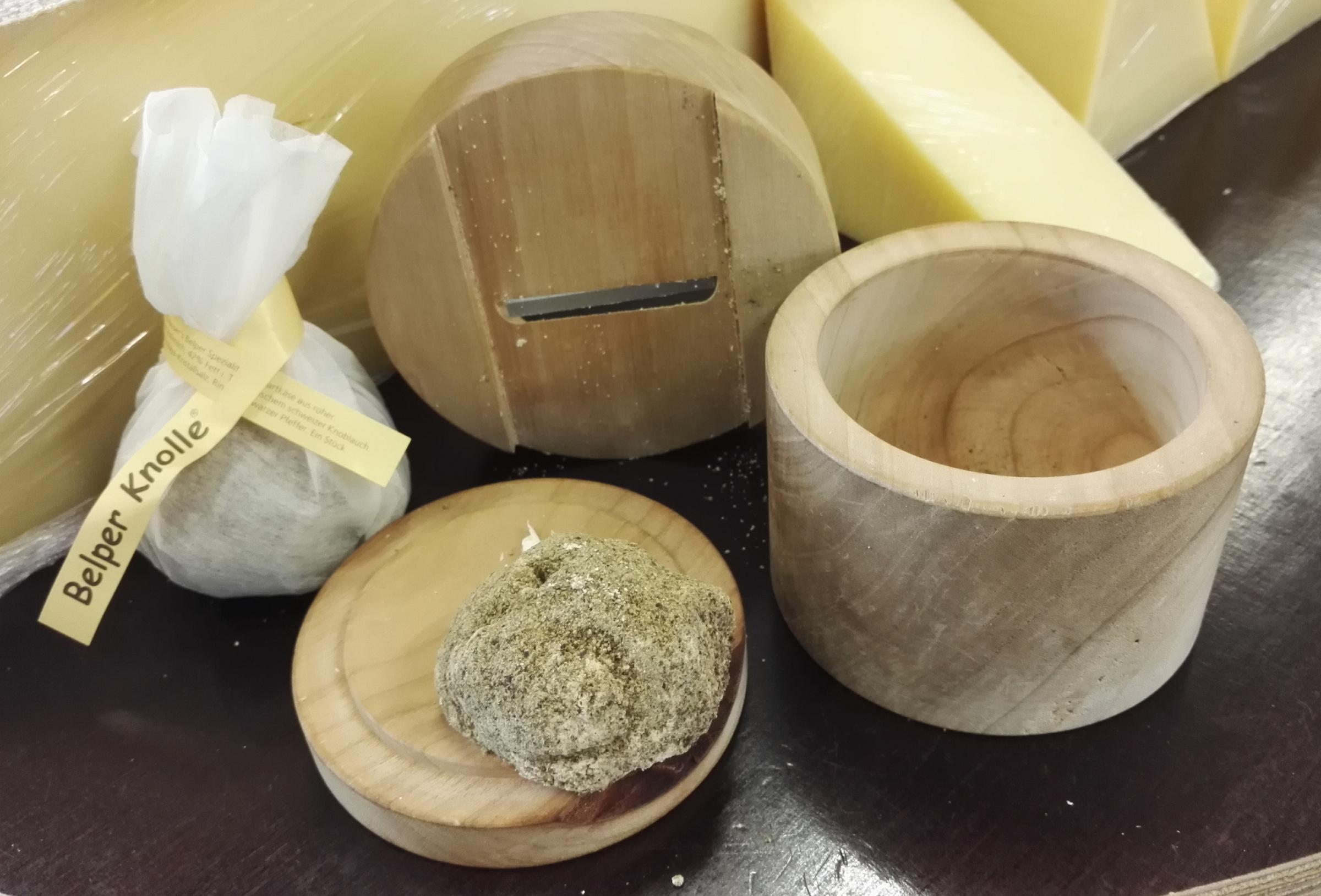
Käsereibe für Belper Knollen, charakteristische Verpackung im Stoffbeutel

## Vermarktung
Die Belper Knolle wird neben der Schweiz in ganz Europa und den USA vermarktet. 2007 wurde der Käse mit dem Prix d’innovation Agricole Suisse (PIAS) ausgezeichnet. Die Belper Knolle hat sich auch in der Zwischenzeit in der Haute Cuisine etabliert. International vertrieben wird die Belper Knolle durch die Firma Jumi, zu deren Gründern der Neffe des Käsers, Mike Glauser, zählt und die auch die Markenrechte an der Käsesorte und der Verpackung in kleinen atmungsaktiven Stoffbeuteln hält. Für ihre Erfindung der Belper Knolle erhielten die Macher Peter und Mike Glauser den Berner Kommunikationspreis 2020.